# Kiedricher Bach
Der Kiedricher Bach ist ein achteinhalb Kilometer langer grobmaterialreicher, silikatischer Mittelgebirgsbach im hessischen Rheingau-Taunus-Kreis und ein nordnordwestlicher und rechter Zufluss des Rheins.

## Geographie

### Verlauf
Im Quellgebiet führt der Kiedricher Bach den Nebennamen Sillgraben. Er beginnt im Nordwesten der Waldgemarkung der Gemeinde Kiedrich und bildet eine markante Einkerbung in die Südabdachung des Taunushauptkamms zwischen dem Erbacher Kopf (580 m) im Westen und den Dreibornsköpfen (547,6 m) im Osten, die beide zum Rheingaugebirge zählen. Die Hauptquelle des im Quellgebiet sich gabelnden Sillgrabens ist der Kahle Born auf einer Höhe von ungefähr 460 m. Kurz unterhalb des Kahle Borns quert die Landesstraße 3035 von Hausen vor der Höhe kommend den Sillgraben. Sie folgt dem Kiedricher Bach westlich oberhalb des Talgrunds zu Tal. Ein weiterer Zufluss, der Pfaffenborn, erreicht den Kiedricher Bach nach einem Lauf von drei Kilometer oberhalb von Kiedrich auf etwa 200 m Höhe, und ein zweiter Zufluss erreicht ihn auf etwa 135 m Höhe. Es ist der Grünbach, der die Kiedricher Ortsbebauung im Zuge der Sonnenlandstraße unterirdisch verrohrt passiert.
Der Kiedricher Bach hält von der Quelle bis zur Mündung durchgehend eine grob südsüdöstliche Fließrichtung bei. Die Ortslage von Kiedrich folgt der rechten Talseite des Kiedricher Bachs vom Waldrand an auf dem nach Nordosten exponierten sonnenarmen Hang 1500 Meter weit. Auf den linken sonnenexponierten Südhängen wird der Wald von namhaften Kiedricher Weinlagen abgelöst. An der Grenze zwischen Wald und Reben erhebt sich der Bergfried der Burg Scharfenstein über dem Tal.
In Höhe der Egertsmühle liegt an der L3035, etwa 90 Meter westlich des Bachbetts, die Virchow-Quelle, eine 1886/87 mit einer Tiefbohrung von 183 m erschlossene Salzquelle.
Zwischen Helmrichsmühle und Klostermühle überspannt eine 180 Meter lange Talbrücke der Bundesstraße 42 den Kiedricher Bach. Gleich nach der Klostermühle erreicht der Bach nicht nur das Stadtgebiet von Eltville, sondern auch die Ortsbebauung der Kernstadt, die er mit einer 1000 Meter langen Verrohrung bis zur Einmündung in den Rhein am Sebastiansturm unterirdisch passiert.

### Naturräume
Der Kiedricher Bach entspringt im Naturraum Rheingaugebirge, berührt dann kurz den östlichen Teil des Naturraums Rheingau-Vortaunus und wechselt danach in den Naturraum Rheingau, womit er sich gleichzeitig vom Taunus verabschiedet und das Rhein-Main-Tiefland betritt.

### Einzugsgebiet
Das 13,126 km große Einzugsgebiet des Kiedricher Bachs erstreckt sich naturräumlich vom Rheingaugebirge (301.1) über den Rheingau (236) bis zur Ingelheimer Rheinebene (237). Es wird durch ihn über den Rhein zur Nordsee entwässert.
Es grenzt im Osten und Westen an die Talsysteme von Sülzbach und Kisselbach, die beide in den Rhein münden. Im Norden, jenseits des Taunushauptkamms, beginnen die Täler der Wisperzuflüsse Gladbach und Fischbach.

## Mühlen
Am Kiedricher Bach findet sich eine Reihe von Wassermühlen, die in Fließrichtung wie folgt aufgezählt werden können:
- Waldmühle
- Egertsmühle
- Weihermühle
- Eberbacher Klostermühle
- Rehmsmühle
- Ankermühle
- Helmrichsmühle
- Klostermühle